# Next Goal Wins – Das Spiel ihres Lebens
Next Goal Wins – Das Spiel ihres Lebens (Originaltitel Next Goal Wins) ist ein britischer Dokumentarfilm aus dem Jahr 2014 von Mike Brett und Steve Jamison. Der Film begleitet die amerikanisch-samoanische Fußballnationalmannschaft, die allgemein als eine der schlechtesten Fußballnationalmannschaften der Welt bekannt ist, auf ihrem Weg sich zu verbessern und sich für die Fußball-Weltmeisterschaft 2014 in Brasilien zu qualifizieren.

## Handlung

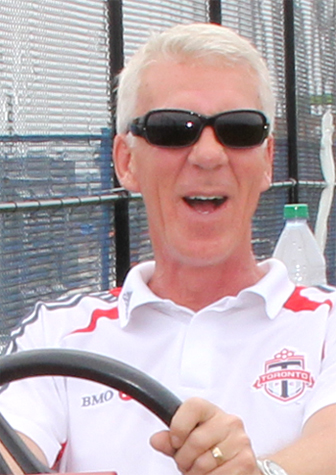
Der damalige Nationaltrainer Thomas Rongen (2012)

Im Jahr 2001 verlor Amerikanisch-Samoa gegen Australien mit 0:31, die höchste Niederlage überhaupt für eine Nationalmannschaft. Die darauffolgenden 30 Länderspiele wurden ebenfalls verloren. Dennoch will sich die Mannschaft für die Fußball-Weltmeisterschaft 2014 qualifizieren. Zur Unterstützung engagiert die Football Federation American Samoa den in den Niederlanden geborenen amerikanischen Fußballtrainer Thomas Rongen.
Für die nächsten drei Wochen trainiert Rongen das Team, bringt neue Spieler, die nicht mehr auf der Insel wohnen, zurück, bis sie gestärkt an der WM-Qualifikation teilnehmen.
Jaiyah Saelua, Teil des Kaders seit 2003, ist die erste Faʻafafine, die an einer WM-Qualifikation der Männer teilnimmt.

## Produktion
Die Mannschaft Amerikanisch-Samoas hatte zuvor allen Film- und Fernsehproduktionsanfragen eine Absage erteilt, ehe sie von den britischen Filmemachern Brett und Jamison kontaktiert wurde. Ihnen wurde es erlaubt das Team zu filmen, da sie den ständigen Willen der Mannschaft, auch bei Niederlagen, in den Fokus setzen wollten. So sagte Jamison: „Fußballspieler, die eine Niederlage nach der anderen kassieren und dennoch nie aufgeben, müssen den Sport ganz besonders lieben. Das weckte unsere Neugier …“ Gedreht wurde der Film in einer 5k-Auflösung mithilfe einer RED-Epic-Kamera während zwei Aufenthalten auf der Insel, die sechs bzw. acht Wochen andauerten. Insgesamt wurden über 300 Stunden Material aufgenommen. Die Produzenten Brett, Jamison und Kristian Brodie finanzierten die Produktion selbst.

## Veröffentlichung
Die Filmrechte wurden von K5 International unter anderem nach Großbritannien (Icon Film Distribution), Japan (Asmik Ace), Australien (Madman Entertainment), in den Mittleren Osten (Falcon Films) und die Vereinigten Staaten (Ketchup Entertainment) verkauft. In Deutschland sicherte sich Universum Film die DVD-Rechte. Die Rechte am Film in Amerikanisch-Samoa liegen beim nationalen Fußballverband, damit dieser den Film ohne Einschränkungen in Fußballcamps und bei Kampagnen gegen Fettleibigkeit vorführen kann.
Die Weltpremiere feierte Next Goal Wins am 19. April 2014 beim Tribeca Film Festival in New York City. Im Vereinigten Königreich lief die Dokumentation am 9. Mai 2014 in den Kinos an. In Deutschland erschien der Film am 8. April 2016 ausschließlich auf DVD und bei Video-on-Demand-Anbietern. Kurz zuvor, am 4. April, lief der Film erstmals im deutschen Fernsehen bei Geo Television.

## Rezeption

### Kritiken
Next Goal Wins erhielt durchweg positive Bewertungen von Kritikern und Publikum. Bei Rotten Tomatoes hat der Film eine 100-prozentige Zustimmungsrate, basierend auf 30 Kritiken und einem durchschnittlichen Wert von 7,5/10. Bei Metacritic hat der Film eine Wertung von 71/100, basierend auf 10 Kritiken.
Im Vereinigten Königreich fielen die Kritiken des Films ebenfalls sehr positiv aus. Mark Kermode rezensierte den Film im Observer und vergab vier von fünf Sternen: „Egal ob einem ‚das schöne Spiel‘ gefällt (und mir gefällt es nicht), diese charmante und erbauliche Dokumentation wird einen für die Underdogs jubeln lassen und wünschen lassen, dass alle Fußballer so bescheiden, zielstrebig und einfach nur anständig wären.“ Während seines Auftritts bei der Radiosendung Kermode and Mayo’s Film Review auf BBC Radio 5 Live gab er zu, dass die Dokumentation ihn zum Weinen und Jubeln gebracht hatte. Im New Statesman lobte der Arsenal-Fan Mark Lawson Next Goal Wins als einen der besten Filme über Fußball, da er sowohl Fußballfans als auch ein Publikum ohne Fußballinteresse anspreche.
In anderen Ländern waren die Kritiken ebenfalls positiv. Anita Gates von der New York Times bezeichnete den Film als eine „großartige Feier der Menschlichkeit“ und verglich die besten Momente mit den Romanen von Edith Wharton. Eine Reihe von Kritikern merkte an, dass es nicht unbedingt notwendig sei, Interesse an Fußball oder gar Sport zu besitzen, um die Dokumentation zu genießen. Trotz seiner überwiegend positiven Kritik merkte Liam Lacey in der kanadischen Globe and Mail an, dass der Film vorhersehbar sei. In der Los Angeles Times lobte Sheri Linden ebenfalls die Dokumentation, kritisierte aber, dass sie filmisch nichts Besonderes sei.

### Auszeichnungen
Abu Dhabi Film Festival 2014
- Auszeichnung als Bester Dokumentarfilm – Special Jury Award
- Nominierung als Bester Dokumentarfilm – Black Pearl Award

British Independent Film Awards 2014
- Auszeichnung als Bester Dokumentarfilm

London Critics’ Circle Film Awards 2015
- Nominierung als Bester Dokumentarfilm